# アレクセイ・ヴォエヴォダ
アレクセイ・イヴァノヴィチ・ヴォエヴォダ（ロシア語: Алексей Иванович Воевода, ラテン文字転写: Alexey Ivanovich Voyevoda、1980年5月9日 - ）は、ロシアのボブスレー選手。アームレスリング選手としても活動している。
2017年12月18日、ソチオリンピックのドーピング違反で国際オリンピック委員会により永久追放された。